# Лучкай, Михаил Михайлович

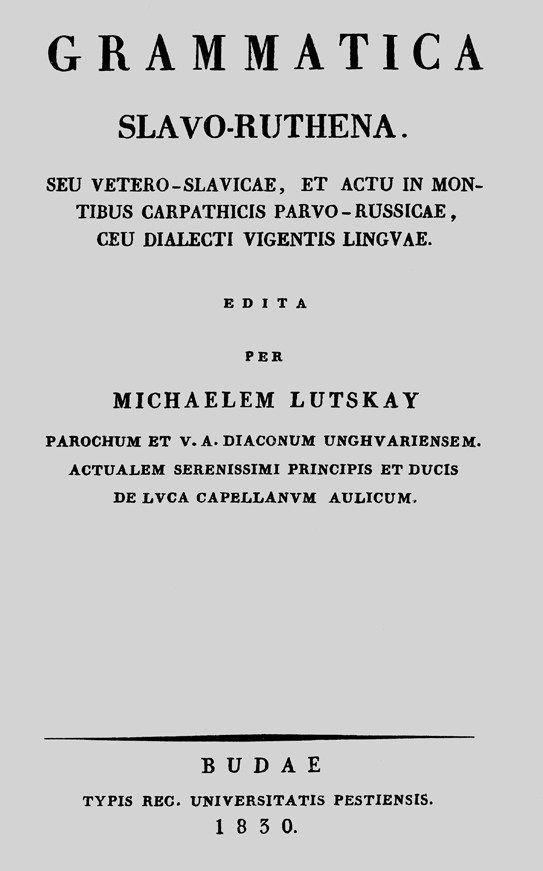
Grammatica slavo-ruthena
«Грамматика славяно-русинcкая: или старославянский, и собственно распространённый в карпатских горах малороссийский язык, или живой его диалект» Михаила Лучкая, Буда, 1830.

Михаил Михайлович Лучкай (русин. Михаил Лучкай, настоящая фамилия Поп; 19 ноября 1789, Великие Лучки — 3 декабря 1843, Унгвар) — карпаторусинский языковед, фольклорист, историк и просветитель.

## Биография
Михаил Лучкай родился в семье многодетного греко-католического священника Михаила Попа. Учился в гимназии Другетов в Ужгороде, затем в Большом Варадине (Надьвараде, теперь — Орадя в Румынии). Продолжил образование в духовной семинарии (конквите) в Вене (1812—1816), посещал лекции в университете. Был учеником известных славистов Ернея Бартола Копитара и Йосефа Добровского.
В течение 1816—1817 годов — священник в родном селе Великие Лучки, в 1817—1827 годах — библиотекарь, архивариус и руководитель консистории Мукачевского епархиального управления, директор городской школы в Ужгороде. В 1826 году принял иерейские рукоположения из рук епископа Алексия Повчи, и был назначен священником Ужгородского Свято-Преображенского храма. Благодаря содействию отца Ивана Фогарашия 28 июля 1829 года уехал в Италию, где был придворным священником герцога Карла Людовика Бурбона в городе Лукка.
В 1830 году вернулся в Закарпатье, где до конца жизни был священником в Ужгороде (на Цегельне, 1830—1843 годы); служа длительное время епархиальным школьным референтом, способствовал основанию и упорядочению приходских школ на территории епархии.

## Творческая и издательская деятельность
В 1830 Михаил Лучкай написал на латинском языке издал в Буде «Грамматику славяно-русскую» (лат. Grammatica Slavo-Ruthena seu Vetero-Slavicae lingua) — первую на Закарпатье украинскую грамматику с широким использованием народной разговорной речи и фольклора.
Будучи проводником русинских идей, Лучкай всегда выступал против шовинистической политики венгерского правительства, направленной на денационализацию украинского населения Закарпатья. Отмечал кровное родство между закарпатскими украинцами, западными украинцами, украинцами Надднепрянщины. Был стойкими приверженцем употребления церковно-славянского языка как общего литературного для всех восточных славян.
В 1831 году Михаил Лучкай издал «Церковныя беседы: На все недели рока на поучение народное».
Произведением, которое прославило имя Лучкая, была написанная на латыни шеститомная «История карпатских русинов» (Historia Carpato-Ruthenorum, было издано только два тома). Первые четыре тома в переводе на украинский язык опубликованы в Пряшеве в «Научном сборнике Музея украинской культуры» в Свиднике в 1883—1891 годах. Уже в 2000-е, издание «Истории …» осуществляет ужгородское издательство «Закарпатье».
Одним из первых из своих земляков изучал языки Египта и Эфиопии: коптский, амхарский и геэз; сохранилась его тетрадь от 1815 года, где собраны тексты, написанные вперемежку латынским и эфиопским алфавитами, а также молитва «Отче наш» на коптском языке, краткий словарик языка геэз и таблица сравнений произношения его алфавита с буквами других языков: арабского, английского, французского и венгерского.

## Основные труды
- Лучкай М. М. Граматика слов’яно-руська / Упорядкування, передмова, примітки та словник діалектних слів П. М. Лизанця. Переклад з латинської П. М. Лизанця та Ю. М. Сака. — К.: Наукова думка, 1986. — 191 с.
- Лучкай М. М. Історія карпатських русинів. У 6-ти тт. — Т. I—V. Ужгород, 1999—2004.
- Лучкай М. М. Церковные Бесѣды на всѣ недѣли рока на поученіє народноє в церкви парохіяльной унгварской казанны Михаилом Лучкай парохом, и намѣстником Унгварским. — Будин, 1831. — Ч. 1. — 340 с.; Ч. 2. — 311 с.
- Grammatica slavo-ruthena. Edita per Michaelem Lutskaj. — Budae, 1830. (Фототипичное издание. — К.: Наукова думка, 1989. — 176 с.)